# كوينتوس أوريليوس سيماكوس
كوينتوس أوريليوس سيماكوس (345-ح.402) هو سياسي وخطيب ولغوي وكاتب رسائل روماني ولد في سنة 345، أصبح والي أفريقيا في سنة 373، دافع عن الإيمان بالديانة الوثنية الرومانية ورفض تحول النبلاء إلى المسيحية. عارض الإمبراطور جراتيان بسبب إزالته لعدة معابد في روما. وبعد وفاته أعلن دعمه للغاصب ماغنوس مكسيموس مما أدى لاستبعاده عن بلاط الحكم لمدة ثلاثة سنوات ليعود فيما بعد في سنة 387 ليصبح والي روما، وثم أصبح قنصل الإمبراطورية في سنة 391. شكل فريق مع كل من فيريوس نيكوماكوس فلافيانوس ونيكوماكوس فلافيانوس وماكروبيوس لإعادة عبادة الآلهة الرومانية القديمة، وقف أمبروز أسقف ميلانو ضدهم. بعد وفاة الإمبراطور ثيودوسيوس الأول قرر التقرب من ستيليكو والذي كان وصي الإمبراطور هونوريوس وقد دافع عن سياساته في مجلس الشيوخ الروماني. بقي نشيط في البلاط الروماني حتى سنة 402 حيث ورد آخر ذكر له في الرسائل ويعتقد أنها السنة التي توفي فيها.

## روابط خارجية
- كوينتوس أوريليوس سيماكوس على موقع الموسوعة البريطانية (الإنجليزية)